# 佐賀県立唐津実業高等学校
佐賀県立唐津実業高等学校（さがけんりつからつじつぎょうこうとうがっこう）は、1948年度から1961年度まで佐賀県唐津市に存在した県立高校。1962年度に、佐賀県立唐津商業高等学校、佐賀県立唐津工業高等学校、佐賀県立唐津農業高等学校（現佐賀県立唐津南高等学校）の3校に分離した。

## 沿革

### 佐賀県立唐津商業学校・佐賀県立唐津工業学校
- 1917年（大正6年）8月15日 - 私立唐津商業補習学校として設立。
- 1918年（大正7年）3月22日 - 唐津町に移管され、唐津町立商業補習学校に改称。
- 1920年（大正9年）4月1日 - 昼間授業に変更。
- 1921年（大正10年）4月19日 - 舞鶴公園下にて、乙種（修業年限3年）の唐津町立商業学校として開校。
- 1923年（大正12年）4月1日 - 甲種（修業年限5年）となる。
- 1929年（昭和4年）4月1日 - 佐賀県に移管され、佐賀県立唐津商業学校に改称。
- 1939年（昭和14年）3月1日 - 唐津市元石町（佐賀県立唐津商業高等学校の現校地）に移転。
- 1944年（昭和19年）4月1日 - 教育ニ関スル戦時非常措置方策に従って商業科を廃止し工業科を設置。佐賀県立唐津工業学校に改称。
- 1946年（昭和21年）4月1日 - 商業科が復活し、佐賀県立唐津商工学校に改称。

### 佐賀県立唐津実業高等学校
- 1948年（昭和23年）4月1日 - 学制改革に伴い新制高等学校となり、佐賀県立唐津実業高等学校に改称。定時制課程に農業科を設置。
- 1950年（昭和25年）4月1日 - 全日制課程に農業科を設置。
- 1960年（昭和35年）4月1日 - 唐津市神田（佐賀県立唐津南高等学校の現校地）に新設された農業科校舎での授業開始
- 1962年（昭和37年）3月31日 - 佐賀県立唐津実業高等学校廃止。
- 1962年（昭和37年）4月1日 - 佐賀県立唐津実業高等学校から分離した、佐賀県立唐津商業高等学校、佐賀県立唐津工業高等学校、佐賀県立唐津農業高等学校の3校が開校。